# Fekete József (jezsuita pap)
Fekete József (Bardoc, 1713. január 31. – Brassó, 1789.) jezsuita rendi pap, költő, hitszónok.

## Élete
Az unitárius vallásról a katolikus hitre tért és Kolozsvárt végezte a bölcseletet. 1735-ben lépett be a jezsuita rendbe. A fogadalmi négy év eltöltése után, 1739-től a humaniórákat és bölcseletet Kolozsvárt tanította. A népnek szónokolt, és miután Magyarország több helyén működött, a rend eltörlése (1773) után Brassóban volt pap.

## Munkái
- Idea christiani militis in Godefredo Buillonio Hierosolymae expugnatore. Claudiopoli, 1742 (költemény)
- Gesta S. Nicetae veteris Daciae episcopi et apostoli. Claudiopoli, 1750